# Mitch Allan
Mitch Allan je zpěvák, skladatel, kytarista, a frontman punk rockové skupiny SR-71  a kytarista a doprovodný zpěvák power popové skupiny Satelitte. Nejvíce je známý díky hitům SR-71 „Right Now“ z roku 2000, „Tommorow“ z roku 2002 a „1985“ z roku 2004, na kterém spolupracoval se skupinou Bowling for Soup.